# Human Zoo Tour
Lo Human Zoo Tour è stato un tour della rock band svizzera Gotthard, intrapreso in promozione all'album eponimo. Il tour ha toccato vari paesi europei e alcuni asiatici.
I così pochi concerti effettuati durante l'anno 2004 sono dovuti al fatto che il gruppo è stato costretto ad affrontare alcuni cambiamenti piuttosto significativi. All'inizio dell'anno il chitarrista Mandy Meyer decide di lasciare il gruppo, venendo sostituito a maggio dal nuovo arrivati Freddy Scherer. Nello stesso periodo viene anche cambiato il management. In questo modo si spiegano le sole dieci date del 2004.

## Date
| Data              | Città             | Paese       | Luogo o evento          |
| ----------------- | ----------------- | ----------- | ----------------------- |
| Europa            |                   |             |                         |
| 27 marzo 2003     | Vienna            | Austria     | Planet Music            |
| 28 marzo 2003     | Linz              | Austria     | Posthof                 |
| 29 marzo 2003     | Ehrwald           | Austria     | Musikcafe               |
| 30 marzo 2003     | Feldkirch         | Austria     | Montforthaus            |
| 2 aprile 2003     | Salisburgo        | Austria     | Rockhouse               |
| 3 aprile 2003     | Graz              | Austria     | Orpheum                 |
| 4 aprile 2003     | Woergl            | Austria     | Komma                   |
| 5 aprile 2003     | Brunico           | Italia      | Ufo                     |
| 9 aprile 2003     | Passavia          | Germania    | Nibelungenhalle Show    |
| 11 aprile 2003    | Ingolstadt        | Germania    | Festsaal                |
| 12 aprile 2003    | Memmingen         | Germania    | Stadthalle              |
| 13 aprile 2003    | Schwandorf        | Germania    | Oberpfalzhalle          |
| 15 aprile 2003    | Norimberga        | Germania    | Loewensaal              |
| 16 aprile 2003    | Neu-Isenburg      | Germania    | Hugenottenhalle         |
| 17 aprile 2003    | Filderstadt       | Germania    | Filhamonie              |
| 19 aprile 2003    | Monaco di Baviera | Germania    | Zenith                  |
| 20 aprile 2003    | Tuttlingen        | Germania    | Stadthalle              |
| 22 aprile 2003    | Colonia           | Germania    | Live Music Hall         |
| 23 aprile 2003    | Amburgo           | Germania    | Docks                   |
| 24 aprile 2003    | Hannover          | Germania    | Capitol                 |
| 25 aprile 2003    | Lipsia            | Germania    | Werk 2                  |
| 27 aprile 2003    | Oberhausen        | Germania    | Turbinenhalle           |
| 28 aprile 2003    | Berlino           | Germania    | Columbiahalle           |
| 29 aprile 2003    | Brema             | Germania    | Aladin                  |
| 2 maggio 2003     | Coira             | Svizzera    | Hallenstadion           |
| 3 maggio 2003     | Lugano            | Svizzera    | Resega                  |
| 9 maggio 2003     | Bienne            | Svizzera    | Eisstadion              |
| 10 maggio 2003    | Huttwil           | Svizzera    | National Sportzentrum   |
| 11 maggio 2003    | Frauenfeld        | Svizzera    | Kunsteisbahn            |
| 16 maggio 2003    | Baar              | Svizzera    | Waldmannhalle           |
| 17 maggio 2003    | Visp              | Svizzera    | Litternahalle           |
| 22 maggio 2003    | Wichtrach         | Svizzera    | Eishalle Sagibach       |
| 23 maggio 2003    | Ginevra           | Svizzera    | Arena                   |
| 24 maggio 2003    | Wetzikon          | Svizzera    | Eishalle                |
| 27 maggio 2003    | San Pietroburgo   | Russia      | Kirov Stadion           |
| 29 maggio 2003    | Mosca             | Russia      | Cremlino                |
| Asia              |                   |             |                         |
| 24 giugno 2003    | Osaka             | Giappone    |                         |
| 25 giugno 2003    | Tokyo             | Giappone    |                         |
| 26 giugno 2003    | Tokyo             | Giappone    |                         |
| Europa            |                   |             |                         |
| 3 agosto 2003     | Rastatt           | Germania    |                         |
| 9 agosto 2003     | Lustenau          | Austria     |                         |
| 15 agosto 2003    | Ebikon            | Svizzera    |                         |
| 17 agosto 2003    | Lütisburg         | Svizzera    |                         |
| 22 agosto 2003    | Saint-Imier       | Svizzera    |                         |
| 29 agosto 2003    | Rothrist          | Svizzera    |                         |
| 26 settembre 2003 | Schupfart         | Svizzera    |                         |
| 7 maggio 2004     | Rapperswil        | Svizzera    | Lido                    |
| 26 giugno 2004    | Balingen          | Germania    | Bang Your Head Festival |
| 9 luglio 2004     | Weert             | Paesi Bassi | Festival                |
| 17 luglio 2004    | Rankweil          | Austria     | Festival                |
| 23 luglio 2004    | Silz              | Austria     | Festival                |
| 24 luglio 2004    | Monaco di Baviera | Germania    | Deep Impact Festival    |
| 30 luglio 2004    | Kerzers           | Svizzera    | Open Air                |
| 27 agosto 2004    | Leuggern          | Svizzera    | Radsporttage            |
| 28 agosto 2004    | Interlaken        | Svizzera    | Rugenrock               |
| 18 settembre 2004 | Hermaringen       | Germania    | Guessenburg             |

## Scaletta principale
1. Human Zoo
2. Top of the World
3. Come Along
4. Vision
5. Have a Little Faith
6. You
7. Sister Moon
8. Still I Belong to You
9. What I Like
10. Hush
11. Mountain Mama
12. In the Name (acustica)
13. One Life, One Soul
14. Janie's Not Alone
15. Where I Belong
16. Long Way Down
17. Drum Solo
18. Movin' On
19. Homerun

Encore
1. Heaven
2. Firedance
3. Mighty Quinn

Encore 2
1. Rock and Roll (cover dei Led Zeppelin)

## Formazione
- Steve Lee – voce
- Leo Leoni – chitarre
- Mandy Meyer – chitarre
- Marc Lynn –  basso
- Hena Habegger –  batteria

### Altri musicisti
- Paolo Bolio – tastiere
- Freddy Scherer – chitarre (sostituto di Mandy Meyer da maggio 2004)